# إل (مجلة)
إل (بالفرنسية: Elle وتعني هي)‏ هي مجلة فرنسية عالمية تركز على أزياء المرأة، والجمال والصحة والترفيه. وهي أيضا أكبر مجلة في العالم تهتم بالموضة. أسسها لازاريف بيير وزوجته الين غوردون عام 1945.

## التاريخ
تأسست المجلة في فرنسا عام 1945. اعتبرت في الستينات أنها (لا تعكس الموضة حقا بقدر ما ترسمها)، وذلك بفضل 800,000 قارئ مخلص، وشعارها الشهير آنذاك: (إن هي قرأت، فهي تقرأ مجلة «هي»). وفي عام 1981، اشترى دانيال فلباكتشي ‏ وجان لوك لاجاتيرديير ‏ مجلات Hachette - آشِت، ‏ ومن ضمنها مجلة إل التي كانت تواجه صعوبات في ذلك الحين'. ' وبعد ذلك تم إصدار مجلة إل في الولايات المتحدة الأمريكيةنيوز كوربوريشن تلتها 25 نسخة أجنبية.
وهي الآن أكبر مجلة في العالم تهتم بالموضة والأزياء، صحافة الموضة بـ 42 طبعة حول العالم في أكثر من 60 بلدا. ومن الناحية التقنية، فإن العلامة التجارية إل هي شبكة عالمية ضخمة تضم مايزيد على 20 موقعاً إلكترونيا. تمتلك مجلة إل على الصعيد العالمي 27 موقعاً إلكترونيا، تجذب مجتمعة أكثر من مليون زائر، و26 مليون صفحة مشاهدة شهريا. وتصل مجلة إل إلى أكثر من 4.8 مليون قارئ. الغالبية العظمى من القراء هم من النساء (بنسبة 82%)، وتتراوح أعمارهن بين 18 و 49 عام.ويبلغ متوسط عمر القراء 34.7 سنة. 40% منهم عزاب، ويبلغ متوسط دخلهم المعيشي 69,973 دولاراً أمريكيا. تقول رئيسة تحرير المجلة روبي مايرز: «قراء مجلتنا شباب صغار بقدرٍ كافٍ لينظروا للحياة على أنها مغامرة، وكبار بقدرِ كافٍ ليمتلكوا وسائل خوضها».[إخفاق التحقق]
تعود ملكية مجلة إل إلى مجموعة لاجارديير (بالفرنسية: Lagardère Group)‏ في فرنسا. وقد تم نشرها في الولايات المتحدة الأمريكية بواسطة شركة هيرست، وفي كندا بواسطة ترانزكونتننتال ميديا (بالإنجليزية: Transcontinental Media)‏، وفي البرازيل بواسطة جروبو إديتورا أبريل (بالبرتغالية: Grupo Editora Abril‏)، وفي المكسيك بواسطة إيديتوريال إكسبانسيون (بالإسبانية: Grupo Expansión)‏، وفي الأرجنتين بواسطة كلارين وفي سنغارفوه بواسطة ميدياكورب وفي صربيا بواسطة آدريا ميديا، وفي ألمانيا بواسطة هوبرت بوردا ميديا، ‏ وغيرها من الدول ك[[إسبانيا والبرتغال. وقد نُشرت أول طبعة خاصة ببريطانيا في نوفمبر/ تشرين الثاني 1985.
وكمجلة عالمية، فإن لها مكاتباً فينيويورك، لندن، باريس، تورنتو، مكسيكو سيتي، إسطنبول، بروكسل، طوكيو، وارسو، بلغراد، أوسلو، هلسنكي، بوخارست، أثينا، دلهي، مدريد، ميلانو، ميونيخ، وجاكرتا ومدن كبرى أخرى.